# Morophaga borneensis
Morophaga borneensis är en fjärilsart som beskrevs av Robinson 1986. Morophaga borneensis ingår i släktet Morophaga och familjen äkta malar.
Artens utbredningsområde är Sabah. Inga underarter finns listade i Catalogue of Life.